# Церква Воздвиження Хреста Господнього (Троїцьке)
 Церква Воздвиження Хреста Господнього (рос. Церковь Воздвижения Креста Господня) — чинна церква в селі Троїцьке Ростовської області; Ростовська і Новочеркаська єпархія, Таганрозьке благочиння

## Історія
Трьохпрестольний Хрестовоздвиженський храм у селі Троїцьке був закладений в 1820 році, освячений в 1829 році. Побудований з місцевого природного каменю з використанням особливого зв'язуючого розчину, до складу якого входив яєчний білок.
В 1922 році була закрита і використовувалася як зерносховище. У 1941 році, під час німецької окупації Ростовської області, в храмі містилися російські військовополонені. У 1943 році, під час боїв за визволення села, були зруйновані купол і дзвіниця храму. Через кілька років після війни був проведений частковий ремонт будівлі церкви і в правому її прибудові стали звершуватися богослужіння. У 1953 році митрополитом Ростовським і Новочеркаським Веніаміном був освячений центральний приділ храму на честь Воздвиження Хреста Господнього. У 1970-1980 роках храм був повністю відреставрований.
У 2007 році було проведено ремонт купола храму і шатра дзвіниці, перебудовані просфорная і котельня. У 2008 році реставрували фасад церкви. У 2009 році були встановлені металопластикові двері та вікна.
Настоятель храму — ієрей Андрій Вікторович П'ятницький.
Адреса: 346835, Ростовська область, Неклиновский район, село Троїцьке, вулиця Жовтнева, 53.[2]
Храм відкритий з вівторка по п'ятницю — з 08:00 до 14:00, в суботу — з 08:00 до 19:00, неділя — з 08:00 до 17:00. Служба проводиться по суботах і передсвятковим дням (з 17:00), а також неділях і святкових днях (з 07:30).